# マリオ・フォークト
マリオ・フォークト（ドイツ語: Mario Voigt、1977年2月8日 - ）は、ドイツの政治家。2024年から、テューリンゲン州首相を務める。ドイツキリスト教民主同盟（CDU）所属。

## 来歴
1995年にアビトゥーアを取得し、1996年までイェーナ大学病院で社会奉仕活動に従事した。1997年から2003年にわたっては、イェーナ大学、ボン大学、バージニア大学で政治学、近代史、公法を学んだ。2008年には政治学の博士号を取得。
2004年以降、ブリュッセルにあるシーメンスの政治代表部、ワシントンのコンラート・アデナウアー財団、ベルリンにあるドイツキリスト教民主同盟（CDU）の政治企画部での勤務を経験。科学機器メーカーのアナリティクイエナでは企業広報・投資家関係の責任者を務めた。
1994年、17歳のときにCDUの青年組織であるユンゲ・ウニオンに参加し、2005年には同組織のテューリンゲン州代表に就任した。2009年にはテューリンゲン州議会選挙に立候補し、初当選。2020年にはCDUの州議会議員団長に就任し、2022年にはCDUの州支部代表に選出された.。
2024年の州議会選挙では、フォークトは選挙区ではドイツのための選択肢（AfD）の候補に敗れたものの、CDUの比例名簿から当選を果たした。同選挙でCDUは23.6%の票を獲得し、AfDに次ぐ州議会第2党となった。選挙後、ドイツキリスト教民主同盟（CDU）、ドイツ社会民主党（SPD）、ザーラ・ワーゲンクネヒト同盟（BSW）の3党による連立が合意。88議席ある州議会のうち、3党の合計議席は44議席と過半数にと届いていなかったが、州首相指名選挙では左翼党の協力をとりつけることができ51票の賛成票を得て、フォークトが州首相に選出された。